# Fraunhoferova společnost
Fraunhoferova společnost (německy Fraunhofer-Gesellschaft, celým názvem Fraunhofer-Gesellschaft zur Förderung der Angewandten Forschung e.V., česky „Fraunhoferova společnost pro rozvoj aplikovaného výzkumu“) je německá výzkumná organizace se 72 institucemi rozmístěnými po celém Německu (na rozdíl od společnosti Maxe Plancka, která pracuje především na základním výzkumu). S více než 25 000 zaměstnanci, především vědci a inženýry a s ročním rozpočtem na výzkum přibližně 2,3 miliardy EUR, je největší organizací v oblasti aplikovaného výzkumu a vývoje v Evropě.
Základní financování pro Fraunhoferovu společnost poskytuje stát (německá veřejnost, federální vláda spolu se spolkovými zeměmi dohromady společnost „vlastní“). Zároveň více než 70 % finančních prostředků získává Fraunhoferova společnost prostřednictvím projektů buď pro veřejný nebo soukromý sektor.
Společnost je pojmenována po Josefu von Fraunhoferovi, který pracoval jako vědec, inženýr a podnikatel zároveň. Toto propojení aktivit se Fraunhoferova společnost snaží ztělesnit od svého založení v roce 1949.
Organizace má i globální působnost. Například má sedm center ve Spojených státech pod názvem „Fraunhofer USA“ a tři v Asii. V říjnu 2010 oznámila Fraunhoferova společnost, že otevře své první výzkumné centrum v Jižní Americe.
Memorandum o spolupráci Akademie věd ČR s Fraunhoferovou společností podepsali 30. května 2017 v Drážďanech předsedkyně AV ČR Eva Zažímalová a prezident Fraunhoferovy společnosti Reimund Neugebauer.